# Филисово (Сергиево-Посадский район)
Филисово — деревня в Сергиево-Посадском районе Московской области, в составе муниципального образования Сельское поселение Шеметовское (до 29 ноября 2006 года входила в состав Ченцовского сельского округа).

## Население
| 2002 | 2006 | 2010 |
| ---- | ---- | ---- |
| 4    | ↘3   | ↘1   |

## География
Филисово расположено примерно в 27 км (по шоссе) на север от Сергиева Посада, по левому берегу реки Рахманки, правого притока реки Дубны, высота центра деревни над уровнем моря — 157 м. У южной окраины расположен аэродром Филисово.